# Општина Котнари (Јаши)
Котнари (рум. Cotnari) општина је у Румунији у округу Јаши.
Oпштина се налази на надморској висини од 323 m.